# Powells Crossroads
Powells Crossroads – miasto w Stanach Zjednoczonych, w stanie Tennessee, w hrabstwie Marion.